# ジョン・クランリー
ジョン・ジョセフ・クランリー (英語: John Joseph Cranley、1974年2月28日 - ）は、アメリカ合衆国の政治家である。2013年12月から2022年1月までシンシナティ市長を2期8年務めた。その前は法律事務所のキーティング・ミューシング&クレカンプで弁護士を務めていた。

## 経歴
1974年2月28日にオハイオ州ハミルトン郡グリーンタウンシップで誕生し、シンシナティのプライスヒル地区で育った。セント・ウィリアムズ小学校に通い、1992年にセント・ザビエル高校を卒業した。その後ジョン・キャロル大学に入学し、優秀な成績で卒業した。大学卒業後はハーバード・ロー・スクールに通いながら法学と哲学を教えた。ハーバード・ロー・スクールでの2年目と3年目の間は、弁護士を雇う余裕の無い人々のために学生弁護士として働いていた。

## シンシナティ市議会
2000年から2009年まで市議会議員の職にあった。2003年にはシンシナティに税金融地区創設の推進を主導した。またクランリーは芸術・文化・観光・マーケティング・経済発展・法と公安・運輸・インフラ小委員会といった委員会に参加した。そしてオハイオ倫理委員会に助言を求めた後、2009年に市会議員を辞職した。
またイーストプライスヒルの歴史的なインクライン地区の修復に取り組み、マンションとレストランで構成される500万ドルのプロジェクトを主導した。

### オハイオ・イノセンス・プロジェクト
2002年にクランリーはシンシナティ大学ローカレッジでオハイオ・イノセンス・プロジェクトを共同設立し、2002年から2006年まで管理ディレクターを務めた。2019年3月の時点でプロジェクトは誤って有罪判決を受けた28人を免罪した。オハイオ州第5上訴地方裁判所におけるクランリーのDNAを使用した主張は、2006年に運転殺人の罪に問われ、9年の刑期のうち既に4年を務めていたクリストファー・リー・ベネットの有罪判決を覆した。

## 政治運動
2000年と2006年にオハイオ州の最初の議会地区選で45パーセント（2000年の投票）、48パーセント（2006年の投票）の得票率を得たがいずれも当時現職だったスティーヴ・シャボーに敗北した。そして2013年9月のシンシナティ市長予備選挙で勝利し、2013年11月の市長選挙でロクサーン・クオールズを破り、2013年12月1日にシンシナティ市長として宣誓した。
2017年のシンシナティ市長選挙で再選した。この時のクランリーの主敵はイヴェット・シンプソンであったとされるが、これはシンプソンが後援した世論調査による。緊迫した市長選の後、クランリーは2期目もシンシナティ市長として再選された。2022年1月4日に任期満了で退任。